# Karawankentunnel (motorvej)
|  | For jernbanetunnelen, se Karawankentunnel (jernbane) |
Karawankentunnel er en motorvejstunnel, der er beliggende dels i forbundslandet Kärnten i Østrig og dels i Slovenien. Tunnelen forbinder den østrigske Karawanken Autobahn A11 med den slovenske motorvej A2 mellem Rosenbach og Jesenice. Tunnelen går gennem bjergkæden Karawanken og er i alt 8.019 meter lang, hvoraf 4.569 meter er beliggende i Østrig og 3.450 meter er beliggende i Slovenien. Den består af ét tunnelrør med dobbeltrettet trafik.
Karawankentunnel blev bygget i perioden april 1987 til oktober 1991. Tunnelen blev taget i brug med ét kørespor i juni 1991. Tunnelen blev endeligt færdiggjort og taget i brug i juni 1992.
Der betales en vejafgift for passage af tunnelen på € 7,40 (2019).